# Canzoni ritrovate
Canzoni ritrovate è un album di Gianni Togni, pubblicato il 15 novembre 2016. 
Contiene i brani che avrebbero dovuto costituire il suo secondo album ma che sono rimasti inediti (fatta eccezione per i due brani di apertura pubblicati come singolo nel 1977 su etichetta "Produttori Associati"). 

## Tracce
Testi di Gianni Togni e Guido Morra.
1. Ma Tu Non Ci Sei Più – 3:55
2. È Con Amore Che Ti Parlo – 3:38
3. Quattro Meno Venti – 2:18
4. Solo Una Domanda – 2:28
5. Tra Queste Storie – 2:51
6. Acquarello – 1:43
7. Facciamone Un Altro Di Amore – 3:06
8. La Vecchia Strada – 2:40
9. Solo Non Sarai – 2:22
10. Amarmi Od Odiarmi – 3:33
11. Stasera Se Vuoi – 3:45
12. Cerco Una Storia Tra Noi Due – 3:24
13. Lascia Che Chiami – 3:55